# Pestalotia populi-nigrae
Pestalotia populi-nigrae är en svampart som beskrevs av Sawada & Kaz. Itô 1950. Pestalotia populi-nigrae ingår i släktet Pestalotia och familjen Amphisphaeriaceae.   Inga underarter finns listade i Catalogue of Life.